# ستيف كار
ستيف كار (بالإنجليزية: Steve Carr)‏ هو منتج أفلام ومخرج أمريكي، ولد في 1962 في بروكلين في الولايات المتحدة.

## وصلات خارجية
- ستيف كار على موقع IMDb (الإنجليزية)
- ستيف كار على موقع ألو سيني (الفرنسية)
- ستيف كار على موقع ميوزك برينز (الإنجليزية)
- ستيف كار على موقع أول موفي (الإنجليزية)
- ستيف كار على موقع بوكس أوفيس موجو (الإنجليزية)
- ستيف كار على موقع قاعدة بيانات الأفلام السويدية (السويدية)
- ستيف كار على موقع قاعدة بيانات الفيلم (الإنجليزية)
- ستيف كار على موقع كينوبويسك (الروسية)